# شهرستان چیچنگ
شهرستان چیچنگ (به لاتین: Chicheng County) یک منطقهٔ مسکونی در چین است که در جانگجیاکو واقع شده‌است. شهرستان چیچنگ ۵٬۲۸۷ کیلومتر مربع مساحت و ۲۳۸٬۱۶۹ نفر جمعیت دارد و ۸۸۲ متر بالاتر از سطح دریا واقع شده‌است.